# Muni (Rosja)
Muni (ros. Муни) – wieś w Rosji, w Dagestanie, w rejonie botlichskim. W 2010 liczyła 3220 mieszkańców, głównie Andyjców.